# Restauración borbónica en España
Se conoce por Restauración borbónica a la etapa política de la historia de España desarrollada bajo la monarquía que se extendió entre el 29 de diciembre de 1874 (momento del pronunciamiento del general Arsenio Martínez Campos que puso fin a la Primera República española) y el 14 de abril de 1931 (fecha de la proclamación de la Segunda República). El nombre alude a la recuperación del trono por parte de un miembro de la casa de Borbón, Alfonso XII, después del paréntesis del Sexenio Democrático. Sus etapas fueron:
- Reinado de Alfonso XII (1874-1885)
- Regencia de María Cristina de Habsburgo (1885-1902)
- Periodo constitucional del reinado de Alfonso XIII (1902-1923)
- Dictadura de Primo de Rivera (1923-1930)
- Dictablanda de Dámaso Berenguer (1930-1931), hasta el Gobierno Provisional de la Segunda República Española

El régimen político de la Restauración, fundamentado en la Constitución de 1876, se caracterizó por una estabilidad institucional y la construcción de un modelo liberal del Estado, hasta su progresiva decadencia a partir de la crisis de 1917 y de la dictadura de Primo de Rivera (1923-1930). Se basó en los cuatro pilares ideados por su artífice, el político liberal-conservador Antonio Cánovas del Castillo: rey, Cortes, Constitución y «turno» (alternancia pacífica entre los «partidos dinásticos» ). El «turnismo» facilitó el bipartidismo con dos grandes partidos, el Partido Conservador de Cánovas y el Partido Liberal de Sagasta, que se fraccionaron a la muerte de sus líderes. Así, el sistema fue oligárquico y centralista, y la Iglesia ganó poder económico, ideológico (al controlar gran parte de la educación) y social (al declararse constitucionalmente España como un Estado confesional, aunque con tolerancia hacia los cultos no católicos en el ámbito privado).
Cánovas prometió (y cumplió) que se cambiarían los modos y maneras del reinado de Isabel II, superando el sistema de partido único de facto que había abocado a una falta de legitimidad de Isabel II y a su posterior derrocamiento en la Revolución de 1868. Sin embargo, el régimen político de la Restauración se basó en el sistemático fraude electoral llevado a cabo por el ministro de la Gobernación con el encasillado gracias a la red caciquil extendida por todo el territorio. De hecho los cambios de gobierno («el turno») se producían antes de las elecciones y no después como en los regímenes parlamentarios (no fraudulentos). El regeneracionista Joaquín Costa lo caracterizó en 1902 con el término «oligarquía y caciquismo». En las más de veinte elecciones generales que tuvieron lugar entre 1876 y 1923 ningún gobierno las perdió.

## El reinado de Alfonso XII (1874-1885)
La legitimidad del nuevo régimen se establece con la Constitución de 1876 que conformó el nuevo modelo de Estado con un poder legislativo dividido en dos cámaras: Congreso de los Diputados y Senado, con un sufragio censitario para elegir el Congreso y la mitad del Senado (la otra mitad era nombrada por el rey), y en donde el monarca conserva buena parte de las funciones de jefe del Estado y del poder ejecutivo.

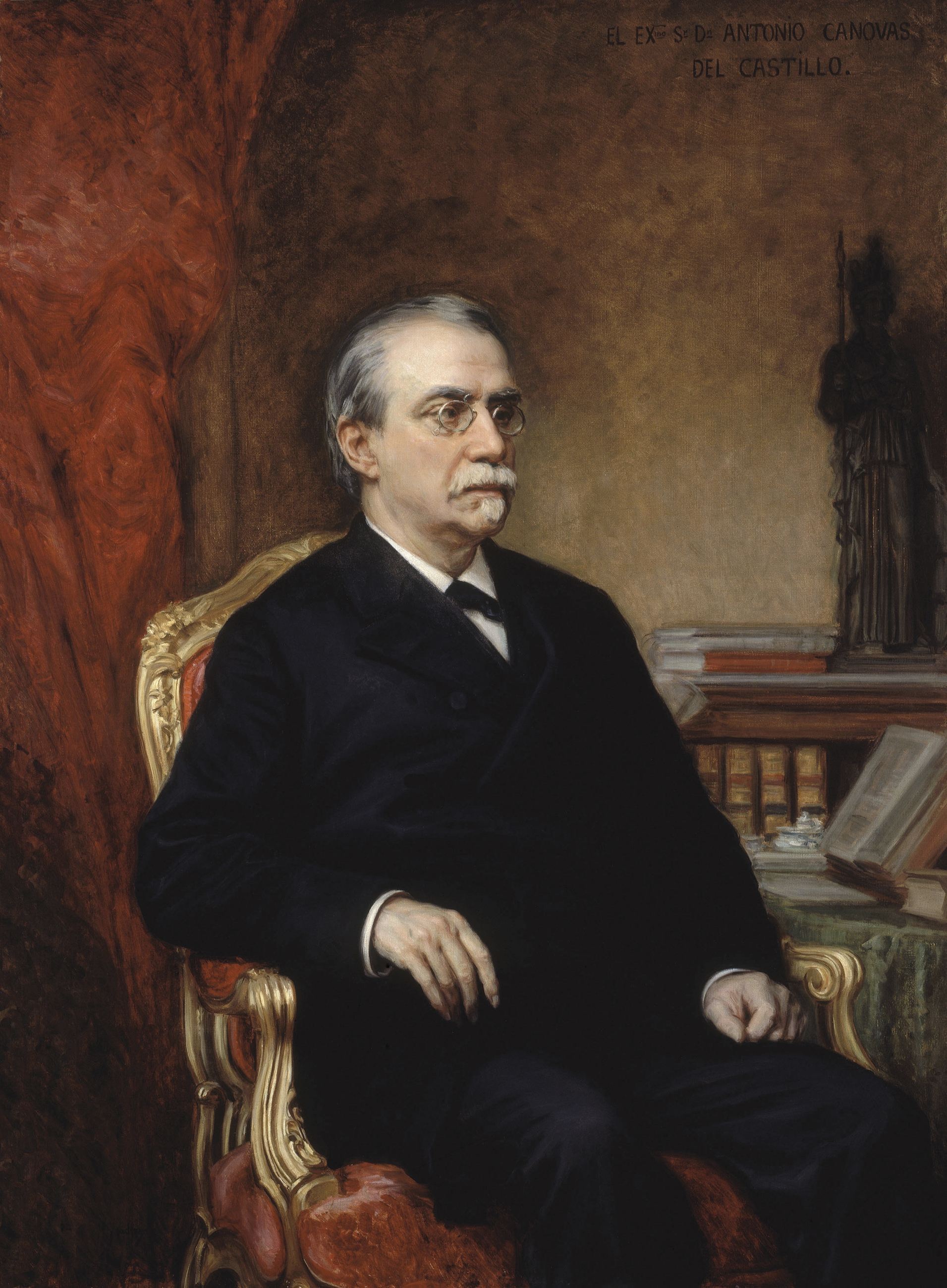
Antonio Cánovas del Castillo.

Antonio Cánovas del Castillo fue el artífice del proceso en el que los llamados «partidos dinásticos», conservadores y liberales, encabezados por él mismo y por Práxedes Mateo Sagasta, respectivamente, se alternarán en el poder de forma pacífica mediante el curioso sistema de, en primer lugar, realizar la transferencia de poder al partido contrario que procedía a la convocatoria de elecciones que legitimaran su gobierno, en una inversión del orden natural de dicho proceso. Para lograr esta alternancia, se usaban métodos como el encasillado o el pucherazo.
Las primeras elecciones de la Restauración tuvieron lugar el 20 de enero de 1876, obteniendo la mayoría los liberal conservadores de Cánovas, con 333 escaños, gracias a las «maniobras» electorales del ministro de la Gobernación Francisco Romero Robledo, a pesar de que se celebraron todavía bajo el sistema de sufragio universal (masculino) establecido en la Constitución española de 1869. La redacción de la nueva Constitución corrió a cargo de una comisión presidida por Manuel Alonso Martínez.

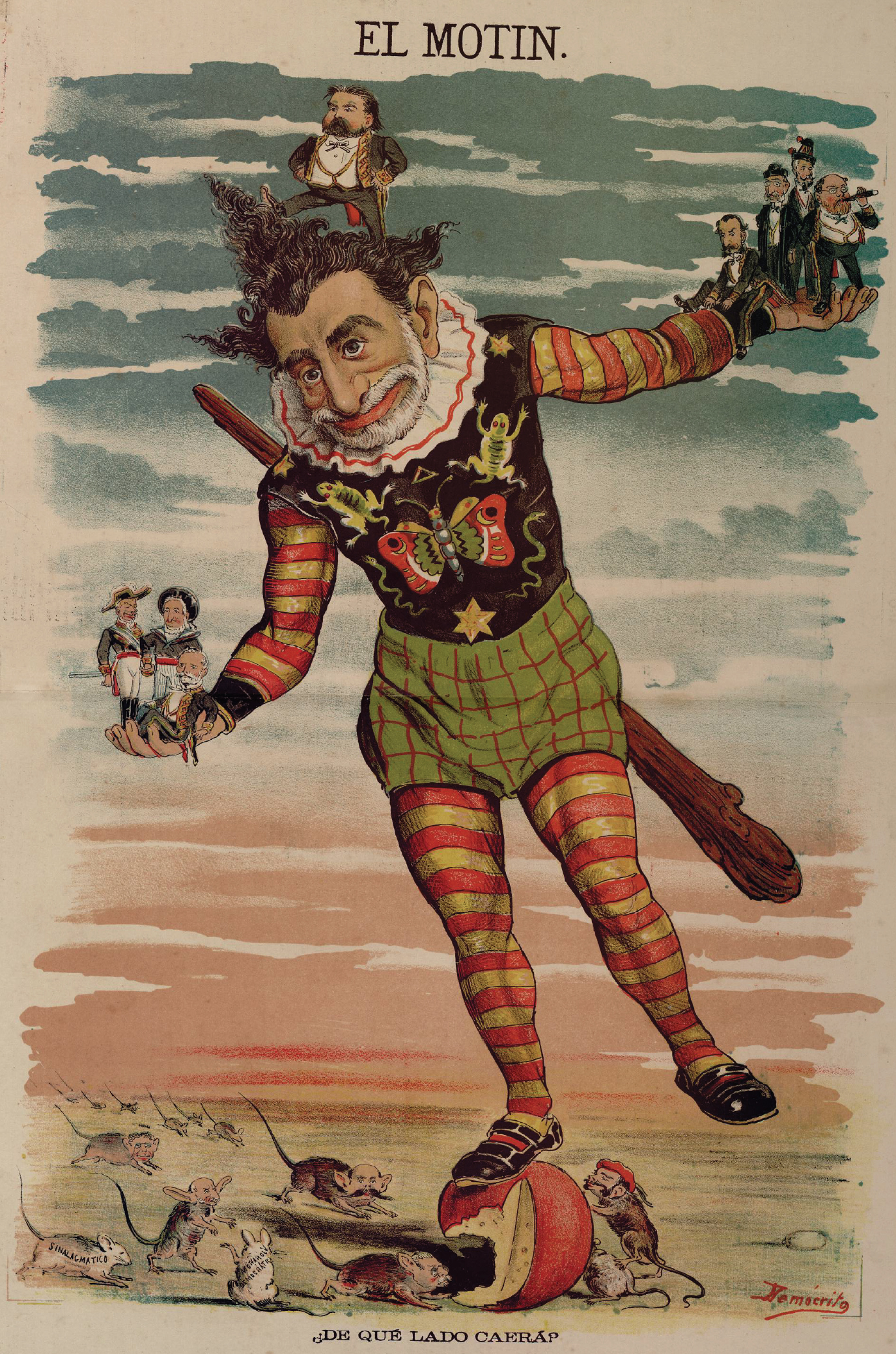
Caricatura publicada en 1881 en El Motín, obra de Eduardo Sojo, que representa el primer gobierno de Sagasta tras la Restauración, con miembros de su gabinete como Venancio González y Fernández, Francisco de Paula Pavía y Pavía, Arsenio Martínez-Campos, Antonio Aguilar y Correa, Manuel Alonso Martínez o Fernando León y Castillo.

El ascenso al poder del general Martínez Campos condujo a una convocatoria de elecciones para el 20 de abril de 1879 que otorgó a los liberal-conservadores 293 escaños. Cánovas volvió al poder en diciembre como resultado de la división en las filas conservadoras debido a la ley de abolición de la esclavitud en las Antillas. Centró sus esfuerzos en lograr una alternancia estable con los constitucionalistas de Sagasta, que fundó el Partido Liberal-Fusionista en mayo de 1880, identificado ya con el nuevo régimen. Accedió al poder el 10 de febrero de 1881, en un ensayo de la alternancia pacífica de los partidos. Disolvió las Cortes y convocó nuevas elecciones, en las que gracias a las «maniobras» electorales del ministro de la Gobernación Venancio González y Fernández su formación obtuvo 297 escaños.
Sagasta gobernó hasta el 13 de octubre de 1883, en que dejó paso a un gobierno de «conciliación» liberal de José Posada Herrera, de la Izquierda Dinástica, que tuvo que dimitir por la hostilidad de los propios sagastinos. Entonces el rey Alfonso XII encargó de nuevo el gobierno a Cánovas, que volvió a disolver las Cortes; en los comicios de abril de 1884 su formación obtuvo 318 diputados, de nuevo gracias a las «maniobras» de Robledo Romero. En estas elecciones, en palabras del diputado José Mª Celleruelo se plasma el espíritu fraudulento del sistema electoral: «Se ha falsificado la Junta del Censo; ésta ha falsificado los interventores; el alcalde falsificó las presidencias de las mesas, y las mesas, después de estas tres gravísimas falsificaciones, falsificaron el resultado de la elección».
En torno a la redacción del artículo 11 de la Constitución de 1876, que regulaba la cuestión religiosa, se planteó un duro conflicto con la Iglesia Católica ya que en él no se reconocía la unidad católica y ello a pesar de que se establecía la confesionalidad del Estado. El artículo 11 decía:

La religión Católica, Apostólica, Romana, es la del Estado. La Nación se obliga a mantener el culto y sus ministros. Nadie será molestado en territorio español por sus opiniones religiosas, ni por el ejercicio de su respectivo culto, salvo el respeto debido a la moral cristiana. No se permitirán, sin embargo, otras ceremonias ni manifestaciones públicas que las de la religión del Estado.

Los gobiernos conservadores plantearon una interpretación restrictiva que suscitó protestas de embajadores extranjeros. El debate se recrudeció en relación con la enseñanza, exigiendo los obispos la garantía de la enseñanza doctrinal, como un «derecho» reconocido en el concordato de 1851, de la supervisión y censura de los contenidos de la enseñanza, en detrimento de la función inspectora que correspondía al propio Estado.
Se extendió el conflicto en la regulación del previsto matrimonio civil, pero sin desarrollo posterior debido a la oposición de la Iglesia. Hubo que esperar a noviembre de 1886, cuando el ministro Alonso Martínez tomó la iniciativa de autorizar el matrimonio para los no católicos. Tras intensas negociaciones se alcanzó un acuerdo con la Santa Sede, por el que esta reconocía al Estado la potestad de regular los efectos civiles del matrimonio.

## La regencia de María Cristina (1885-1902)
La muerte de Alfonso XII dio paso a la regencia de María Cristina, periodo que se inició con el gobierno de Sagasta caracterizado por la aprobación de la Ley de Asociaciones, la libertad de prensa, la extensión del sufragio universal a los hombres (1890) y la creación de la institución del jurado, entre otros avances. Comenzó en este periodo la aparición del anarquismo y del socialismo a través del PSOE (fundado en 1879) con los primeros movimientos obreros que surgen de la revolución industrial.

### Desarrollo económico
La emigración a América, el débil crecimiento poblacional (España cuenta solo con 18,5 millones de habitantes en 1900) y situaciones de hambrunas y epidemias, produjeron una desigualdad creciente entre España y el resto de los países europeos.
España ocupaba al 79 % de la población en la agricultura de bajo rendimiento y en la manufactura de productos agrícolas. El sistema proteccionista impidió la modernización del sector, incapaz de competir. El latifundismo condicionaba la vida de los campesinos de grandes zonas de la península, sobre todo en Andalucía y Extremadura. Solo algunos sectores (vino, aceite, frutas) comienzan a despegar con exportaciones poco significativas todavía a otros países europeos.
El desarrollo de la industria y de las comunicaciones es escaso. Mientras Europa vive a pleno la revolución industrial, solo Cataluña (con la implantación del ferrocarril y la industria textil), zonas del País Vasco (siderurgia en Bilbao), y las explotaciones mineras en Andalucía (hierro, cobre y plomo) y Asturias (carbón) avanzan en el camino del progreso. Esto acentuará la desigualdad regional.
En 1888 se celebró la Exposición Universal de Barcelona.

### Una sociedad cambiante

Distribución de la población de España por provincias (1900).

La Restauración lleva aparejada una profunda centralización administrativa y legal. Los nacionalismos catalán y vasco no tardaron en reaccionar. El primero unido a su propia revolución burguesa y a la identidad cultural; el segundo, que había perdido los Fueros tras las guerras carlistas, buscaba definir su futuro. Aparece el Partido Nacionalista Vasco, la Liga de Cataluña y la Unión Catalanista.

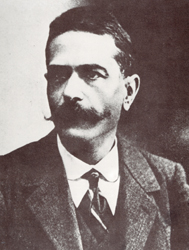
Antonio García Quejido, uno de los fundadores de la Unión General de Trabajadores junto a Pablo Iglesias.

El movimiento obrero se agrupó en torno al PSOE que propugnó la lucha pacífica y la participación electoral, la UGT (fundada en 1888) y el anarquismo en la Federación de Trabajadores de la Región Española.
La monarquía cuestionará estos movimientos con una fuerte represión, con especial virulencia contra el anarquismo. El territorio de muchos de estos enfrentamientos será Cataluña.
La sociedad estaba, pues, dividida. Por un lado la tradición que representan los partidos de Cánovas y Sagasta: monárquicos, defensores de un modelo contenido de apertura y ajenos al sentir de las nuevas clases sociales. Por otra parte, unos movimientos de distinto signo, republicanos y nacionalistas, representantes de la nueva burguesía que no encuentra todavía su espacio nacional. En tercer lugar, el proletariado que se agrupará en torno a un partido político, el Partido Socialista Obrero Español y dos sindicatos de clase, la Unión General de Trabajadores y la Confederación Nacional del Trabajo. Todo, bajo la atenta mirada de la Iglesia.

### Gobiernos hasta 1898
La muerte prematura de Alfonso XII de España el 24 de noviembre de 1885 decidió a Cánovas a otorgar el poder al Partido Liberal, en un acuerdo para la consolidación del régimen que pasaría a la historia como el Pacto de El Pardo, pero que precipitaría la defección del canovismo de un grupo acaudillado por Romero Robledo. El nuevo gobierno de Sagasta, y primero de la Regencia, se nombró el 25 de noviembre de 1885, convocando elecciones para el 4 de abril del siguiente año. Se repitieron las irregularidades ya usuales, logrando los liberales 278 actas, entre ellas, por primera vez, Álvaro de Figueroa, conde de Romanones obtenía la suya por Guadalajara.
El 26 de junio de 1890, el gobierno liberal cambió la Ley Electoral, restituyendo el sufragio para los varones mayores de 25 años. Este sistema no supuso una variación sustancial de los vicios electorales, pero trajo consigo nuevas conductas políticas que, a la larga, conducirían a su crisis y desmantelamiento.
Las Cortes liberales se disolvieron en diciembre de 1890, tomando el poder del gobierno Cánovas, que convocó elecciones para febrero de 1891. Aunque los métodos utilizados por su Ministro de Gobernación, Francisco Silvela, fueron algo menos escandalosos que los de su antecesor Romero Robledo, el Partido Conservador obtenía la mayoría, aunque algo menos holgada que de costumbre, con 253 asientos. Los partidarios de la república consiguieron algunos pequeños éxitos con 31 escaños.
La unidad de los conservadores se tambaleaba, ya había sufrido una disidencia con Romero Robledo, aunque había vuelto al redil. Esta vez fue Francisco Silvela, bajo la bandera de la moralización. Su defección llevó a la dimisión de Cánovas en diciembre de 1892, y dejó paso al tercer turno liberal.

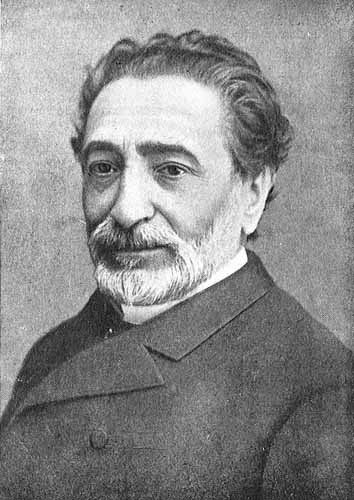
Práxedes Mateo Sagasta.

Formó gobierno Sagasta, que convocó elecciones el 5 de marzo de 1893, que otorgaron la consabida y habitual mayoría a los liberales con 281 puestos. La sorpresa la dieron los republicanos con 47 escaños, el segundo grupo superando incluso a los conservadores oficialistas afectados por las disidencias internas.
El conflicto de Marruecos y el último acto de la crisis colonial ultramarina llevaron a Sagasta a ceder el poder a Cánovas en marzo de 1895. El dirigente conservador gobernó un año con el apoyo de la mayoría liberal, hasta las elecciones del 12 de abril de 1896, que se celebraron con la abstención del Partido Republicano Progresista, dividido tras la muerte de Ruiz Zorrilla, el paso de muchos republicanos a las filas liberales, y la posición de los federalistas de Pi y Margall de apoyo a la autonomía o independencia de Cuba. Como novedad se presentaron por primera vez candidaturas socialistas, aunque no consiguieron ningún acta. Como era previsible, la mayoría fue para los conservadores, aunque las magnitudes de las victorias de los partidos del turno iban decreciendo.
El asesinato de Cánovas, junto al momento más crítico de la guerra de Cuba, además de las querellas internas en las filas conservadoras, precipitó el retorno al poder de Práxedes Mateo Sagasta. Tras la habitual disolución de las Cámaras, las nuevas elecciones proporcionaron una cómoda mayoría a los liberales, con 284 escaños, ante un Partido Conservador que continuaba escindido tras la desaparición de su líder indiscutible, en la oficialista Unión Conservadora de Silvela, y los disidentes robledistas, en pleno declive. La Unión Republicana renunció al abstencionismo, aunque sus disensiones internas le llevaron a un pobre resultado.

### La cultura se abre al mundo
El desarrollo industrial, la estabilidad institucional y la mejora de los intercambios con otros países europeos, dio lugar a pequeños pero significativos cambios en la cultura española.
La Iglesia católica, apoyada por la política clásica y dinástica, sigue jugando un papel fundamental en la cultura popular de finales del siglo XIX cuando el 65 % de la población española es analfabeta. Sin embargo, empieza a mostrar su energía el movimiento obrero español con la apertura de ateneos libertarios y escuelas populares, muy ideologizadas pero que permiten a muchos hombres y mujeres de las zonas rurales acceder a unos mínimos conocimientos.
En las artes, la educación y la literatura se manifiesta una apertura a las ideas que vienen allende los Pirineos. El crecimiento de las grandes ciudades, fruto de la industrialización, da paso a un urbanismo moderno que tiene su expresión más destacada en el movimiento modernista catalán, con Antonio Gaudí a la cabeza. Los republicanos, convencidos de la importancia de la educación en el futuro de España, se unen en torno al proyecto de la Institución Libre de Enseñanza, con Francisco Giner de los Ríos y Emilio Castelar entre sus principales adalides, buscando la formación de una clase dirigente moderna y europea. En la literatura, el romanticismo da paso al realismo, con Benito Pérez Galdós, Emilia Pardo Bazán y Leopoldo Alas Clarín como máximos exponentes.

### América y Europa: dos miradas
En Europa se producen dos corrientes de desarrollo que afectarán a toda la historia posterior: por un lado, Gran Bretaña, Francia, Bélgica, los países nórdicos y la Confederación Germánica prosiguen imparables el proceso de industrialización; de otro lado, la Europa meridional y oriental mantiene las estructuras agrícolas tradicionales. En los primeros el liberalismo y la burguesía industrial marcan las pautas de desarrollo; en los segundos sigue presente el modelo tradicional de organización política.
España se encuentra en una encrucijada en la que no terminará de definirse. En Cataluña y el País Vasco se aprecia la presencia tímida de la revolución industrial. El resto de España sigue una economía agrícola. Además, las estructuras de poder se siguen basando en los partidos dinásticos, y no en las nuevas clases emergentes.
En América, emerge como gran potencia Estados Unidos, país al cual España no prestará especial atención hasta que sea tarde. Las antiguas colonias españolas han alcanzado su independencia y empiezan a depender más en sus relaciones económicas de los Estados Unidos y Gran Bretaña que de la antigua metrópoli.

### La guerra de Margallo (1893-1894)

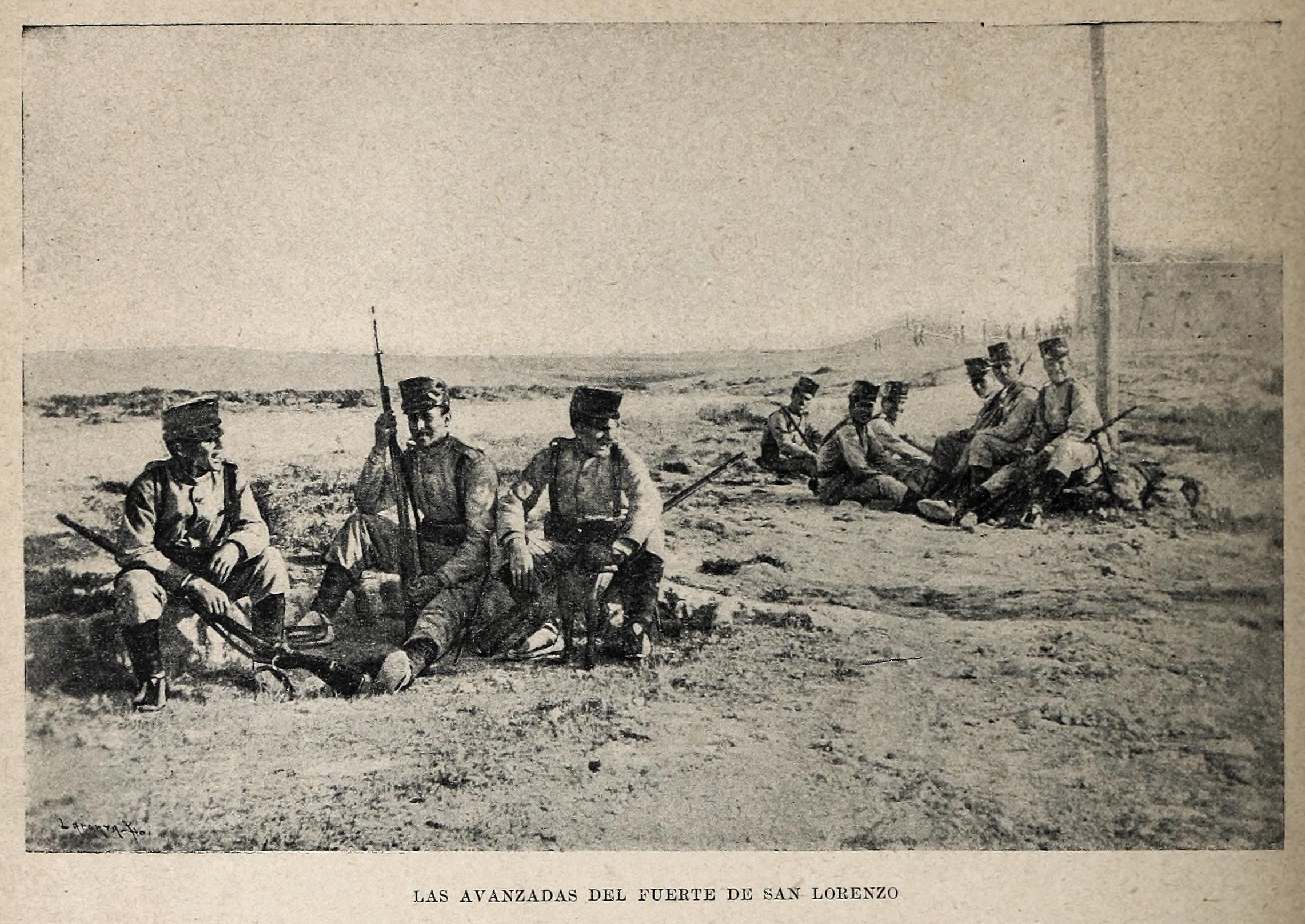
Tropas españolas de las avanzadas del Fuerte de San Lorenzo, en Melilla (Blanco y Negro, 4 de noviembre de 1893).

En 1893 los musulmanes se opusieron en Melilla a la construcción del Fuerte de la Purísima Concepción en Sidi Guariach, y organizaron un ataque el 3 de octubre de 1893. Los 1463 soldados de la guarnición de Melilla tuvieron que hacer frente a entre 8000 y 10 000 musulmanes. El ministro José López Domínguez mandó como refuerzos, al mando del general Ortega, un total de 350 militares. En el contraataque del 28 de octubre murió el gobernador Juan García Margallo en la puerta del fuerte de Cabrerizas Altas. Se envió una flota que apoyó a las tropas españolas con bombardeos navales. Posteriormente, se creó en la península un ejército expedicionario, al mando del capitán general Arsenio Martínez Campos, de 20 000 hombres. Estas tropas llegaron a Melilla el 29 de noviembre, produciendo un efecto disuasorio, y cesaron los combates. Tras esto, España finalizó la construcción del fuerte. El 5 de marzo de 1894 el general Arsenio Martínez Campos firmó con el sultán el Tratado de Fez, en el que él se comprometía a garantizar la paz en la región e indemnizaba a España con 20 millones de pesetas.

### La guerra de Cuba (1895-1898)

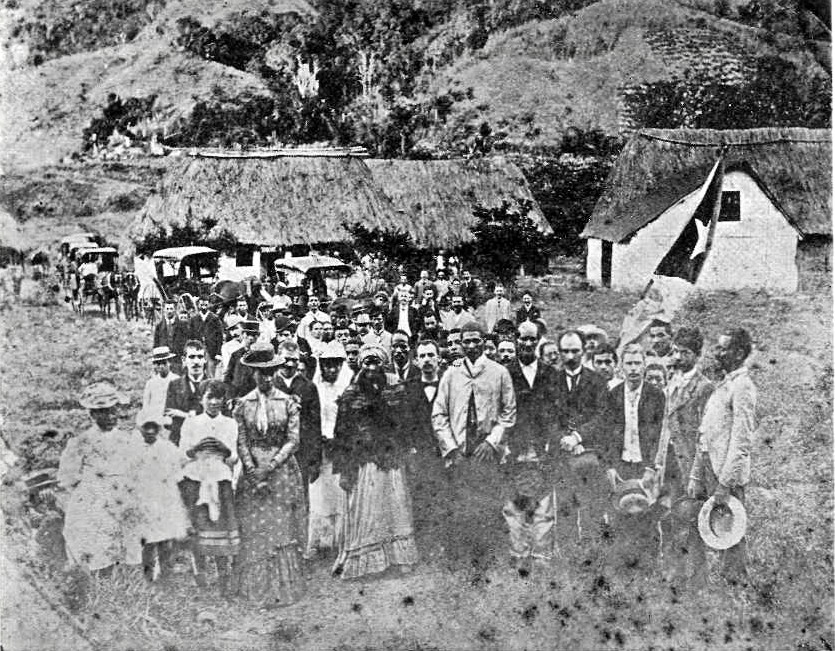
José Martí (cuarto por la derecha) en un acto de propaganda del Partido Revolucionario Cubano en 1892.

La política española respecto a Cuba tras la firma de la Paz de Zanjón de 1878, que puso fin a la guerra de los Diez Años, fue su asimilación a la metrópoli, como si fuera una provincia española más —se le concedió, al igual que a Puerto Rico, el derecho a elegir diputados al Congreso en Madrid—. Esta política de españolización que pretendía contrarrestar el nacionalismo secesionista cubano se vio reforzada por las facilidades concedidas para la emigración de peninsulares a la isla y que fue aprovechada especialmente por gallegos y asturianos —entre 1868 y 1894 llegaron cerca de medio millón de personas, para una población total de 1,5 millones en 1868—. Pero los gobiernos de la Restauración nunca aprobaron la concesión de ningún tipo de autonomía política para la isla, pues consideraban que eso sería el paso previo a la independencia. Un exministro liberal de Ultramar lo expresó así: «por muchos caminos se puede ir a la separación, pero por el camino de la autonomía las enseñanzas de la historia me dicen que se va por ferrocarril». Cuba era considerada «parte del territorio de la nación, que los políticos debían conservar en su integridad».
De esa forma se negaron a aceptar lo que proponía el Partido Liberal Autonomista cubano que, frente a la españolista Unión Constitucional absolutamente contraria a cualquier concesión, quería «obtener por medios pacíficos y legales unas instituciones políticas particulares para la isla, en las que ellos pudieran participar». Lo que sí consiguieron fue la abolición definitiva de la esclavitud en 1886. Mientras tanto el nacionalismo cubano independentista siguió creciendo alimentado por el recuerdo de los héroes de la guerra y de las brutalidades españolas en la misma.

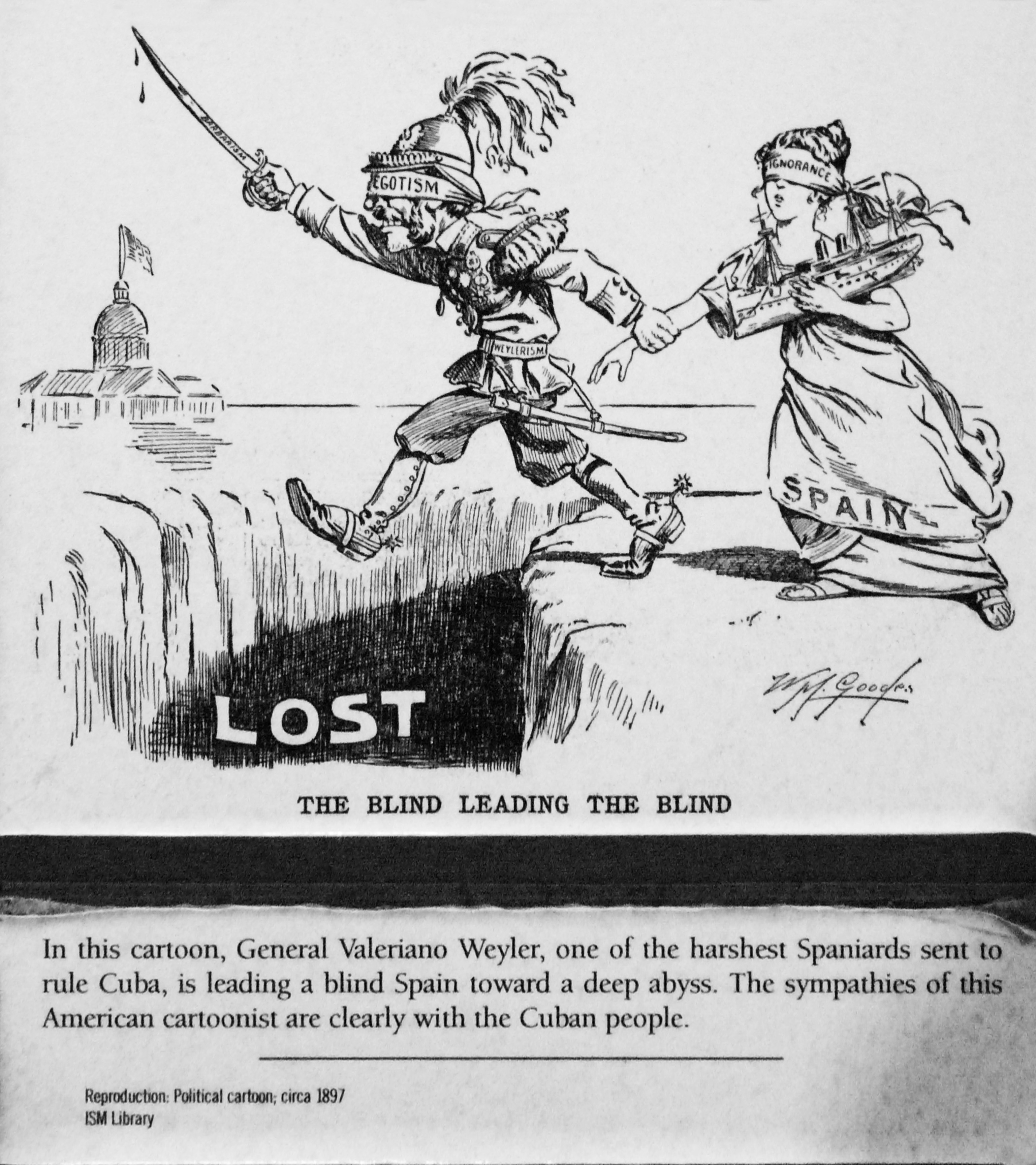
Caricatura satírica norteamericana sobre la actuación del general Valeriano Weyler en la guerra de Cuba titulada El ciego que conduce a la ciega.

El último domingo de febrero de 1895, el día que comenzaba el carnaval, estalló una nueva insurrección independentista en Cuba planeada y dirigida por el Partido Revolucionario Cubano, fundado por José Martí en Nueva York en 1892, que moriría en el mes de mayo siguiente en un enfrentamiento con tropas españolas. El gobierno español reaccionó enviando a la isla un importante contingente militar —unos 220 000 soldados llegarían a Cuba en tres años—. En enero de 1896 el general Valeriano Weyler relevó en el mando al general Arsenio Martínez Campos —que no había conseguido acabar con la insurrección— empeñado en llevar la guerra «hasta el último hombre y la última peseta». «Con el nuevo Capitán General, la estrategia española cambió radicalmente. Weyler decidió que era necesario cortar el apoyo que los independentistas recibían de la sociedad cubana; y para ello ordenó que la población rural se concentrara en poblados controlados por las fuerzas españolas; al mismo tiempo ordenó destruir las cosechas y ganado que podían servir de abastecimiento al enemigo. Estas medidas dieron buen resultado desde el punto de vista militar, pero con un coste humano elevadísimo. La población reconcentrada, sin condiciones sanitarias ni alimentación adecuada, empezó a ser víctima de las enfermedades y a morir en gran número. Por otra parte, muchos campesinos, sin nada que perder ya, se unieron al ejército insurgente». Las brutales medidas aplicadas por Weyler causaron un gran impacto en la opinión pública internacional, especialmente en la norteamericana.
Mientras tanto, en 1896 se iniciaba otra insurrección independentista en el archipiélago de las Filipinas encabezada por el Katipunan, una organización nacionalista filipina fundada en 1892. A diferencia de Cuba la rebelión se consiguió detener en 1897 aunque el general Polavieja recurrió a unos métodos parecidos a los de Weyler —José Rizal, el principal intelectual nacionalista filipino, fue ejecutado—. A mediados de 1897 el general Polavieja fue relevado en el mando por el general Fernando Primo de Rivera quien alcanzó un pacto con los rebeldes a finales de año.

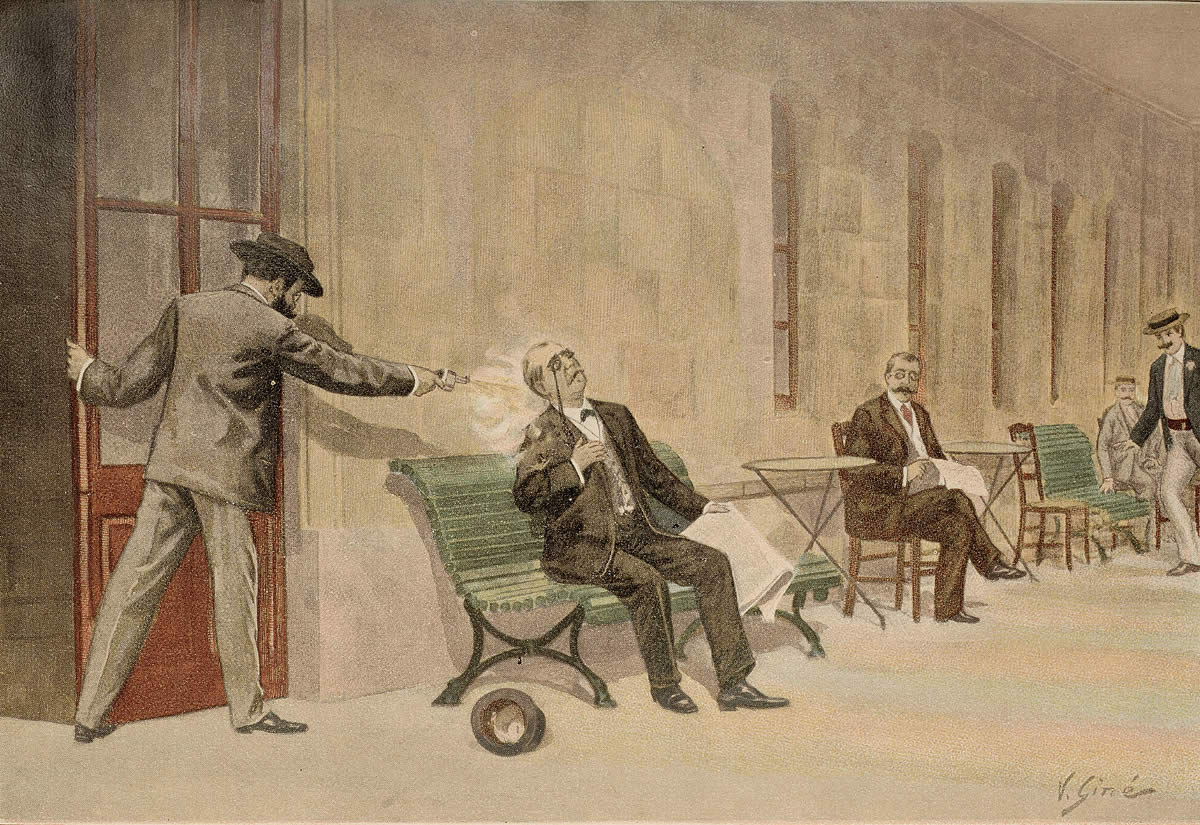
Ilustración del asesinato del presidente del gobierno Cánovas del Castillo en un libro de Francisco Pi y Margall.

El 8 de agosto de 1897 era asesinado Cánovas, y Sagasta, el líder del Partido Liberal, tuvo que hacerse cargo del gobierno en octubre, tras un breve gabinete presidido por el general Marcelo Azcárraga Palmero. Una de las primeras decisiones que tomó fue destituir al general Weyler, cuya política de dureza no estaba dando resultados, siendo sustituido por el general Ramón Blanco y Erenas. Asimismo en un último intento de restar apoyos a la insurrección se concedió la autonomía política a Cuba —también a Puerto Rico, que permanecía en paz—, pero llegó demasiado tarde y la guerra continuó. Por otro lado la política española en Cuba se concentró en satisfacer las demandas de los Estados Unidos, con el objetivo de evitar a toda costa la guerra ya que los gobernantes españoles eran conscientes de la inferioridad naval y militar de España, aunque la prensa, en cambio, desplegó una campaña antinorteamericana y de exaltación españolista.

### El «desastre» del 98 y sus consecuencias

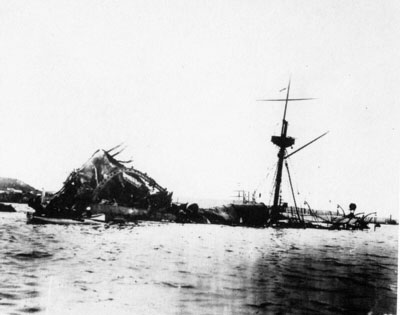
Hundimiento del USS Maine, casus belli de la Guerra hispano-estadounidense de 1898.

Además de las razones geopolíticas y estratégicas, el interés estadounidense por Cuba —y por Puerto Rico— se debía a la creciente interdependencia de sus respectivas economías —inversiones de capital estadounidense; el 80 % de las exportaciones de azúcar cubano iban ya a los Estados Unidos— y también a la simpatía que despertó la causa independentista cubana entre la opinión pública especialmente después de que la prensa sensacionalista aireara la brutal represión ejercida por Weyler e iniciara una campaña antiespañola pidiendo la intervención del ejército estadounidense del lado de los insurrectos. De hecho la ayuda norteamericana en armas y pertrechos canalizada a través de la Junta Cubana presidida por Tomás Estrada Palma y de la Liga Cubana «fue decisiva para impedir el sometimiento de las guerrillas cubanas», según Suárez Cortina. La postura norteamericana se radicalizó con el presidente republicano William McKinley, elegido en noviembre de 1896, quien descartó la solución autonomista admitida por su antecesor, el demócrata Grover Cleveland, y apostó claramente por la independencia de Cuba o la anexión —el embajador estadounidense en Madrid hizo una oferta de compra de la isla que fue rechazada por el gobierno español—. Así la concesión de la autonomía a Cuba aprobada por el gobierno de Sagasta —la primera experiencia de este tipo en la historia contemporánea española— no satisfizo en absoluto las pretensiones norteamericanas, como tampoco las de los independentistas cubanos que continuaron la guerra. Las relaciones entre EE. UU. y España empeoraron cuando la prensa norteamericana publicó una carta privada del embajador español Enrique Dupuy de Lome al ministro José Canalejas, interceptada por el espionaje cubano, en la que llamaba al presidente McKinley «débil y populachero, y además un politicastro que quiere… quedar bien con los jingoes de su partido».
En febrero de 1898 el acorazado estadounidense Maine se hundió en el puerto de La Habana donde se hallaba fondeado a consecuencia de una explosión —264 marineros y dos oficiales murieron— y dos meses después, el 19 de abril, el Congreso de los Estados Unidos aprobaba una resolución en la que se exigía la independencia de Cuba y autorizaba al presidente McKinley a declarar la guerra a España, lo que hizo el 25 de abril. En la resolución del Congreso se decía «que el pueblo de la isla de Cuba es, y tiene el derecho de ser, libre, y que los Estados Unidos tienen el deber de pedir, y por tanto el gobierno de los Estados Unidos pide, que el gobierno español renuncie inmediatamente a su autoridad y gobierno sobre la isla de Cuba y retire de Cuba y las aguas cubanas sus fuerzas terrestres y navales». Las causas de la explosión del Maine todavía se desconocen, aunque «estudios actuales se inclinan por atribuirla a un accidente, lo que confirma la tesis expuesta por la comisión española de que la explosión se debía a causas internas. El informe oficial americano la atribuyó, por el contrario, a causas externas, y era, en palabras del Mensaje de McKinley al Congreso, "una prueba patente y manifiesta de un intolerable estado de cosas en Cuba"».

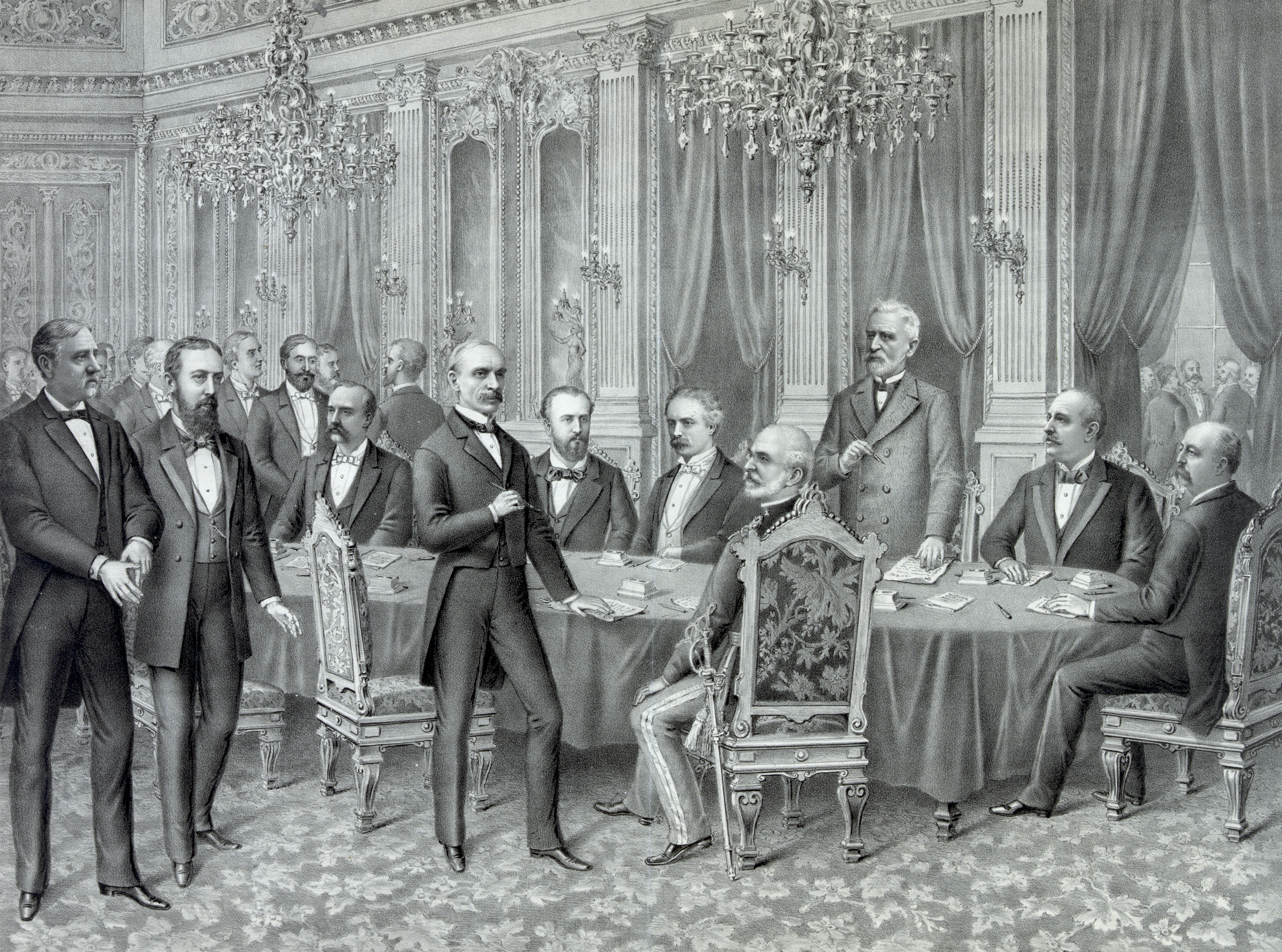
Negociación del Tratado de París en diciembre de 1898.

La guerra hispano-estadounidense fue breve y se decidió en el mar. El 1 de mayo de 1898 la escuadra española de Filipinas era hundida frente a las costas de Cavite por una flota norteamericana —y las tropas norteamericanas desembarcadas ocupaban Manila tres meses y medio después— y el 3 de julio le sucedía lo mismo a la flota enviada a Cuba al mando del almirante Cervera frente a la costa de Santiago de Cuba —a los pocos días Santiago de Cuba, la segunda ciudad en importancia de la isla, caía en manos de las tropas norteamericanas que habían desembarcado—. Poco después los norteamericanos ocupaban la isla vecina de Puerto Rico. Los españoles solo lograron hundir un barco estadounidense en toda la guerra: el USS Merrimac. Hubo oficiales españoles en Cuba que manifestaron «el convencimiento de que el gobierno de Madrid tenía el deliberado propósito de que la escuadra fuera destruida lo antes posible, para llegar rápidamente a la paz».
Por si fuera poco, algunas de las mejores unidades de la armada como el acorazado Pelayo o el crucero Carlos V no intervinieron en la guerra a pesar de ser superiores a sus contrapartidas estadounidenses,[cita requerida] aumentado la sensación entre algunos de que se estaba asistiendo a una «demolición controlada» por parte del gobierno español de colonias ingobernables que se iban a perder más pronto que tarde para evitar que el régimen de la restauración colapsara[cita requerida] (de hecho, las pocas posesiones que España conservó tras esta guerra fueron vendidas en 1899 a Alemania). Finalmente, el Gobierno español pidió en julio negociar la paz.

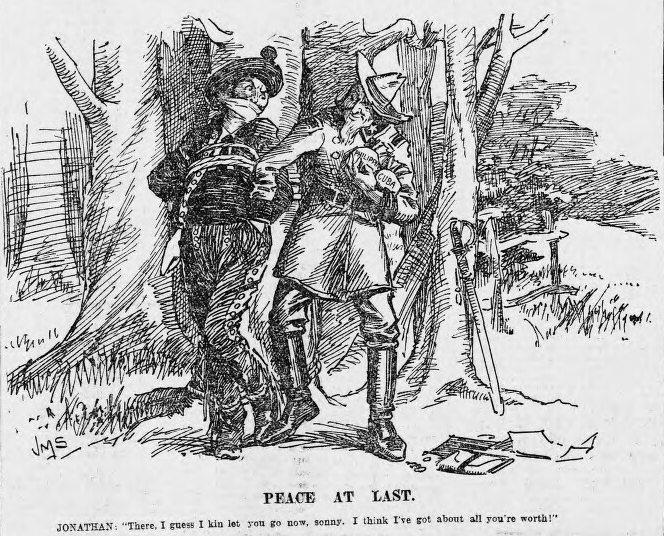
Caricatura satírica norteamericana sobre el Tratado de París de 1898 que se firmó tras la derrota española en la guerra hispano-estadounidense y que acabó con los últimos restos del Imperio español.

Tras conocerse el hundimiento de las dos flotas, el Gobierno de Sagasta pidió la mediación de Francia para entablar negociaciones de paz con Estados Unidos que tras la firma del protocolo de Washington el 12 de agosto, comenzaron el 1 de octubre de 1898 y que culminaron con la firma del Tratado de París, el 10 de diciembre. Por este Tratado España reconocía la independencia de Cuba y cedía a Estados Unidos, Puerto Rico, Filipinas y la isla de Guam, en el archipiélago de las Marianas. Al año siguiente España vendió a Alemania por 25 millones de dólares los últimos restos de su imperio colonial en el Pacífico, las islas Carolinas, Marianas —menos Guam— y Palaos. «Calificada como absurda e inútil por gran parte de la historiografía, la guerra contra Estados Unidos se sostuvo por una lógica interna, en la idea de que no era posible mantener el régimen monárquico si no era a partir de una derrota militar más que previsible», afirma Suárez Cortina. Un punto de vista que es compartido por Carlos Dardé: «Una vez planteada la guerra, el gobierno español creyó que no tenía otra solución que luchar, y perder. Pensaron que la derrota —segura— era preferible a la revolución —también segura—». Conceder «la independencia a Cuba, sin ser derrotado militarmente… hubiera implicado en España, más que probablemente, un golpe de Estado militar con amplio apoyo popular, y la caída de la monarquía; es decir, la revolución». Como dijo el jefe de la delegación española en las negociaciones de paz de París, el liberal Eugenio Montero Ríos: «Todo se ha perdido, menos la Monarquía». O como dijo el embajador estadounidense en Madrid: los políticos de los partidos dinásticos preferían «las probabilidades de una guerra, con la seguridad de perder Cuba, al destronamiento de la monarquía».
En España el resultado de la guerra se vivió como una tragedia, pero solo entre la clase intelectual (lo que dará lugar al Regeneracionismo y a la Generación del 98), ya que la mayoría de la población era analfabeta y vivía bajo el régimen del caciquismo. El desastre no tuvo nada de excepcional en el contexto de la época: ese mismo año los franceses habían tenido que retirarse vergonzosamente ante los británicos en el incidente de Fachoda, los portugueses también habían tenido que ceder ante ellos en 1890, los italianos fueron humillados por nativos en Abisinia en 1896, los griegos sufrieron una dura derrota ante los turcos, China era un Estado dominado por los extranjeros, los rusos fueron severamente derrotados por los japoneses en 1905 y los turcos fueron derrotados por los italianos en 1912, entre otros ejemplos.
Si se toma como ejemplo el caso portugués, cuando debido al ultimátum británico de 1890 el Reino de Portugal tuvo que retirarse de manera humillante sin lucha de algunos territorios coloniales africanos para dejar que el Imperio británico (muy superior en todos los aspectos al portugués) los ocupara, el descontento social que se generó acabó provocando una dinámica que llevó a la caída de la monarquía en 1910.
En 1900, por Decreto del 18 de mayo del Ministerio de Marina, se describió técnicamente la situación de los buques de la Armada en ese momento y se dieron de baja veinticinco unidades por considerarse inútiles para el servicio militar. En resumen, el panorama que se señalaba en ese Decreto del año 1900 era desolador, pues solo consideraba dos buques aptos para la guerra moderna de entonces. Tras los Acuerdos de Cartagena de 1907 y la ayuda inglesa y francesa por fin la Armada empezaría dotarse de acorazados modernos (los de la clase España).
Económicamente la guerra cambió el transcurso de la economía en España, ya que después de la guerra grandes cantidades de capital en poder de los españoles en Cuba y los Estados Unidos fueron devueltos a la península e invertidos en España. Este flujo masivo de capital (equivalente al 25 % del producto interno bruto de un año) ayudó a desarrollar las grandes empresas modernas en España en las industrias del acero, química, financiera, mecánica, textil, astillero y energía eléctrica.
Pocos años después de la guerra, ya durante el reinado de Alfonso XIII, España mejoró su posición comercial y mantuvo estrechas relaciones con Estados Unidos, lo que provocó la firma de tratados comerciales entre ambos países en 1902, 1906 y 1910. España giraría su punto de atención hacia sus posesiones en África (especialmente el norte de Marruecos, Sahara español y la Guinea Española) y se empezaría a rehabilitar internacionalmente tras la Conferencia de Algeciras de 1906.
Por el Tratado de París de 1900 el gobierno español firmó un acuerdo con el gobierno francés para delimitar definitivamente las fronteras de sus colonias del Sahara y de Guinea respecto de las colonias francesas vecinas. En el caso del Sahara Español debido a errores cometidos los años anteriores por los gobiernos españoles por desidia y olvido los franceses adquirieron varios territorios que habían sido descubiertos antes por exploradores españoles. En el caso de Guinea Española obtuvo solo un exiguo territorio continental de 26 000 km² de los 300 000 que había reclamado históricamente. Aun así, conscientes de su debilidad y de la poca presencia española en esos territorios las décadas anteriores, el gobierno español acogió el acuerdo con satisfacción y lo mismo con la ciudadanía, que estaba cansada de aventuras coloniales y fracasos diplomáticos. En 1904 el gobierno español firmó con el gobierno francés el Convenio hispano-francés de 1904 sobre Marruecos, donde se sentaban las bases del futuro reparto territorial de ese país.

### El regeneracionismo

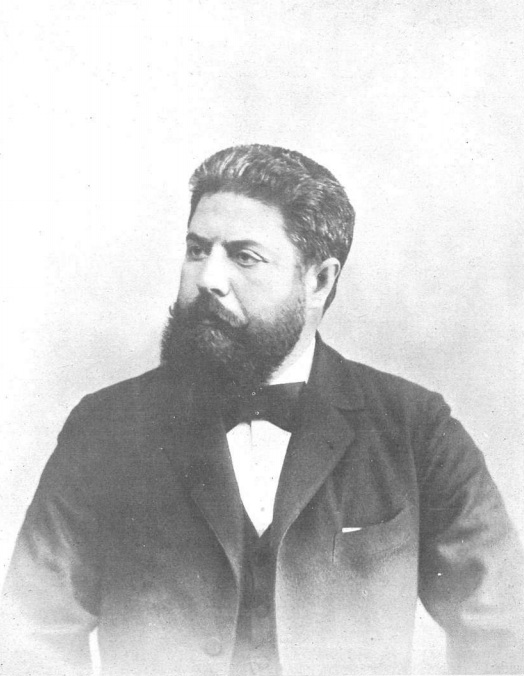
Joaquín Costa fue uno de los principales representantes del regeneracionismo; fotografía de Manuel Compañy.

Tras la pérdida de las colonias, en España se producen movimientos que tratan de superar una crisis que es también de identidad. Surge lo que se ha denominado «regeneracionismo», esto es, un proceso a través del cual poder superar los modos y políticas del pasado para encontrar un camino nuevo en todos los órdenes.
Tras el gobierno de Sagasta y su protagonismo en el Desastre, se impuso un cambio de gobierno, encargado a los conservadores, presidido por Francisco Silvela. Tras la pertinente disolución de las Cortes, se convocan elecciones el 16 de abril de 1899, con una tenue intervención del Ministerio de Gobernación, regentado por Dato. Por ello, la mayoría gubernamental de 222 escaños, aunque holgada, no resultó tan espectacular como de costumbre, mientras que los liberales, con 93 actas en el sector oficial cosechaban el mejor resultado para el partido al que no le correspondía el turno de gobierno. En este gabinete, los problemas de la Hacienda Pública, regentada por Raimundo Fernández Villaverde caracterizaron el tránsito de siglo, y dieron al traste con el gobierno en octubre de 1900. Tras un gobierno puente del General Azcárraga, Sagasta accedió, por última vez, a la presidencia del ejecutivo. De la manera habitual, disolvía las Cortes, y convocó elecciones para mayo de 1901; obteniendo una atomización muy fuerte de la Cámara, si bien los liberales consiguieron un cómodo resultado con 233 actas. Los republicanos iniciaban una lenta recuperación, con intentos de renovación marcados por la alianza de Alejandro Lerroux con los históricos de Nicolás Salmerón.

## El periodo constitucional del reinado de Alfonso XIII (1902-1923)
En 1902 accede al trono Alfonso XIII, con Antonio Maura como jefe del Gobierno procurando impulsar una política de apertura que evitara la temida revolución obrera: eliminación o atenuación del caciquismo electoral y descentralización administrativa. Pero el ejército, dolido con la derrota y las fuertes críticas de la opinión pública tras la guerra, se enfrenta con el sistema y mantiene constantes amenazas hacia el proceso modernizador.
El gobierno mantiene ocupado al ejército en África, en Marruecos, donde comparte España la colonización con Francia, llegando a implantar el Protectorado español de Marruecos en 1912; y es que, desde 1908, se venían recrudeciendo los enfrentamientos con determinados sectores tribales de la población marroquí. La Semana Trágica de Barcelona (verano de 1909) será la contestación popular al injusto sistema de reclutamiento de tropas establecido y determinará que Maura pierda el poder, siendo sustituido por el gobierno liberal de José Canalejas. Pero este apenas si pudo adoptar algunas medidas de descentralización, hasta su asesinato en 1912 a manos de un anarquista. Se suceden después los gobiernos del Conde de Romanones y Eduardo Dato.
A raíz del impacto económico y social de la Primera Guerra Mundial, a pesar de que España se mantuvo neutral, se inicia la crisis del sistema del turno que termina con la adopción de una salida autoritaria a la misma: la dictadura de Primo de Rivera.

### El fracaso de la reforma del sistema «desde arriba» (1902-1914)
La derrota frente a los Estados Unidos y la pérdida de los últimos restos del imperio colonial por el Tratado de París, abrieron el camino para una crítica, más global que sistemática, de la realidad nacional. En este momento surgen actitudes reformistas incubadas ya con anterioridad al desastre. Un deseo de cambio al que no se sustrajo el régimen político, gravemente erosionado por su carácter excluyente, y por su incapacidad para integrar a las nuevas fuerzas emergentes, al hilo del proceso de modernización de la realidad española.
Se intentaron reformas controladas por el sistema (Maura, Canalejas), fracasadas por no haber aceptado con franqueza los planteamientos regeneracionistas, y no asumir el nuevo talante democrático que imponía la irrupción de las masas en la vida pública. A esta impotencia política se añadió la crisis interna del sistema debida a la fragmentación de los partidos del turno, tras la pérdida de los líderes históricos, Cánovas y Sagasta, respectivamente en 1897 y 1903.
Los conservadores, tras la retirada de Silvela, encontraron en Maura a un líder indiscutible, pero tras la Semana Trágica de julio de 1909, se sentaron las bases para una escisión entre los partidarios de Dato, los mauristas, además de otras facciones más autoritarias y oportunistas que se agruparon en el «ciervismo». Por su parte, los liberales, parecieron encontrar un líder en Canalejas, pero su muerte prematura en 1912 fragmentaría al partido entre los liberales ortodoxos de Romanones y los liberal-demócratas de García Prieto.
El inicio del reinado de Alfonso XIII, que tuvo lugar el 17 de mayo de 1902, se vio marcado por el ascenso de las fuerzas políticas regionalistas, obreristas y republicanas, así como un recrudecimiento anticlericalismo, y la explicitación agresiva de un militarismo, hasta entonces latente. Sagasta, el viejo líder liberal, dejó el poder el 6 de diciembre de 1902, para morir menos de un mes después. Fue sustituido por un gobierno conservador dirigido por Francisco Silvela, asistido por Antonio Maura en el Ministerio de Gobernación. Tras cinco meses de preparativos, en los que Maura inició una campaña de desmantelamiento de las redes caciquiles, que resultó incompleta, las elecciones se celebraron el 8 de marzo. El resultado fue el de la consabida mayoría para el partido en el poder y la leal oposición, con 230 escaños para los conservadores, y 93 para los liberales oficiales. Si bien se produjo un gran avance de republicanos (36 diputados) junto a regionalistas y carlistas, con 7 escaños cada uno. Estos resultados llenaron de enojo a Alfonso XIII, que reprochó a Maura su «honradez electoral», aunque manifestara en público su satisfacción.
En los años posteriores se clarificaron los liderazgos de los dos grandes partidos que seguían el turno. Retirado Silvela de la presidencia del gobierno, la disputa por su sucesión entre Fernández Villaverde (fugaz presidente hasta noviembre) y Antonio Maura, se resolvió a favor de este que capitaneó un gobierno conservador hasta un incidente con el joven Rey, que forzó su dimisión en diciembre de 1904. Tocaba el turno a los liberales, que tras otros dos breves ínterin de Azcárraga y Fernández Villaverde, accedieron al gobierno el 23 de junio de 1905. Presidió el ejecutivo Montero Ríos, político superviviente del Sexenio Democrático, y en realidad cabeza nominal de una disidencia, el Partido Demócrata radical, inspirada por José Canalejas, frente al liberalismo tradicional encarnado por Segismundo Moret. Sin embargo, los liberales se presentaron unidos en las elecciones de septiembre de 1905, obteniendo una victoria sin complicaciones, con 229 diputados, ante el retraimiento del electorado y el estancamiento de los republicanos y regionalistas.
Se suceden varios fugaces gobiernos liberales (Montero Ríos, Moret, López Domínguez, Vega de Armijo), que muestra la falta de liderazgo, lo que condujo finalmente a ceder el poder a Maura, entonces indiscutido jefe conservador, y dispuesto, en principio, a continuar la política regeneracionista ya iniciada en 1904. Sin embargo, las elecciones del 21 de abril de 1907 fueron controladas de manera escandalosa por el ministro de Gobernación Juan de la Cierva, superando, incluso, los métodos de Romero Robledo. Los conservadores obtuvieron una abrumadora victoria con 252 diputados, y ello condujo a un retraimiento de los liberales como protesta ante los métodos de De la cierva.

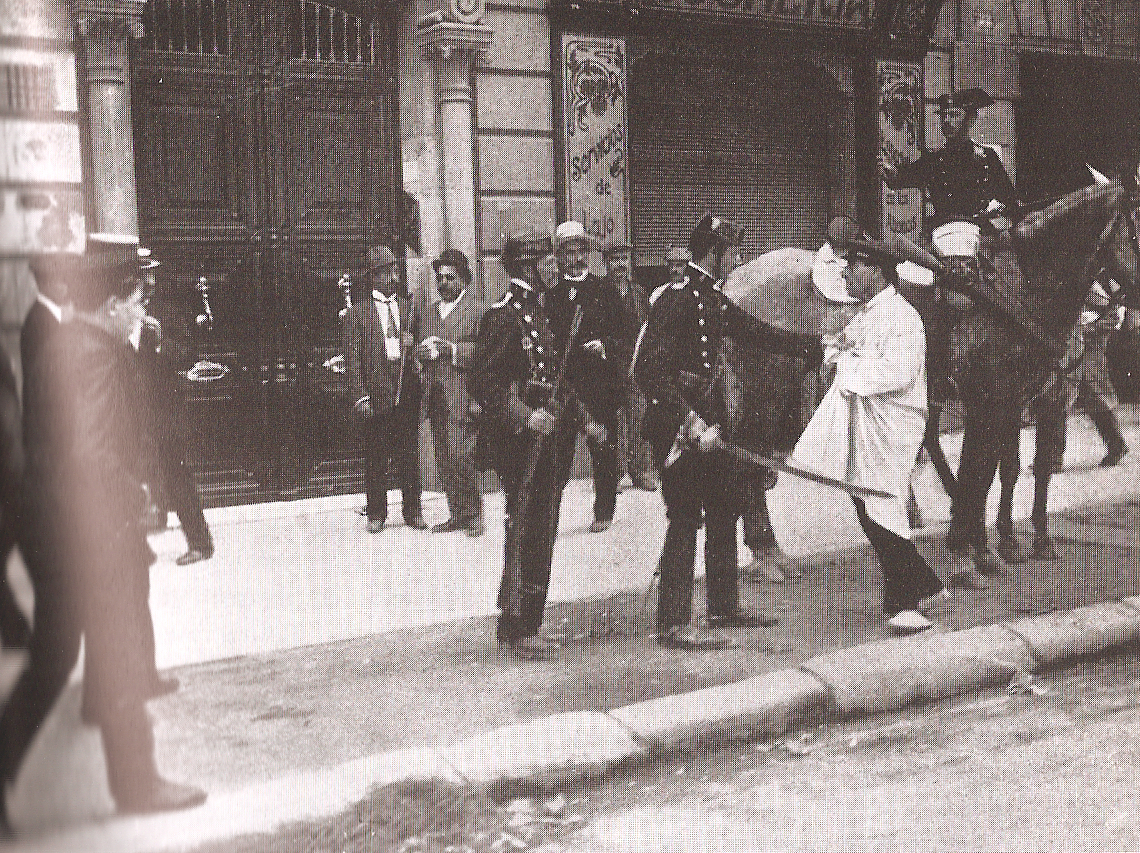
Guardias civiles y arrestados durante la Semana Trágica.

Antonio Maura, durante el denominado «gobierno largo», con intentos renovadores, se dispuso a realizar su revolución desde arriba, centrada en la culminación de proyectos reformistas como el pleito autonomista catalán y el intento de descuaje del caciquismo mediante las reformas de las leyes municipal y electoral. En este último apartado se planteó realizar una reforma introduciendo el sistema proporcional, o eliminar las circunscripciones uninominales, proclives al caciquismo; sin embargo, la nueva ley electoral aprobada, si bien introdujo novedades como el voto obligatorio o la introducción de algunos métodos para velar por la pureza del proceso, como la constitución de las Juntas del Censo, en esencia no corrigió las disfunciones del sistema electoral, e incluso, las agravó con el tristemente famoso artículo 29, con el que resultaban electos en forma automática, sin necesidad de votación, los candidatos que se presentaran en solitario. Eso significó el reconocimiento legal a la inveterada costumbre del candidato único, en general afín al gobierno, y común, sobre todo, en las zonas rurales.
Además de la unión de liberales y republicanos en la oposición, mediante un bloque de izquierdas, la creciente implicación en Marruecos degeneró en una guerra colonial abierta en el verano de 1909 (guerra de Melilla), y fue la causa del estallido de violencia popular en la Semana Trágica barcelonesa de finales de julio, debida a la movilización de los reservistas. La represión posterior, incluido el fusilamiento de Francisco Ferrer Guardia, fundador de una escuela anarquista, concitó, no solamente la condena por parte de la opinión pública extranjera, sino el acoso de la oposición hasta lograr la dimisión de Maura.

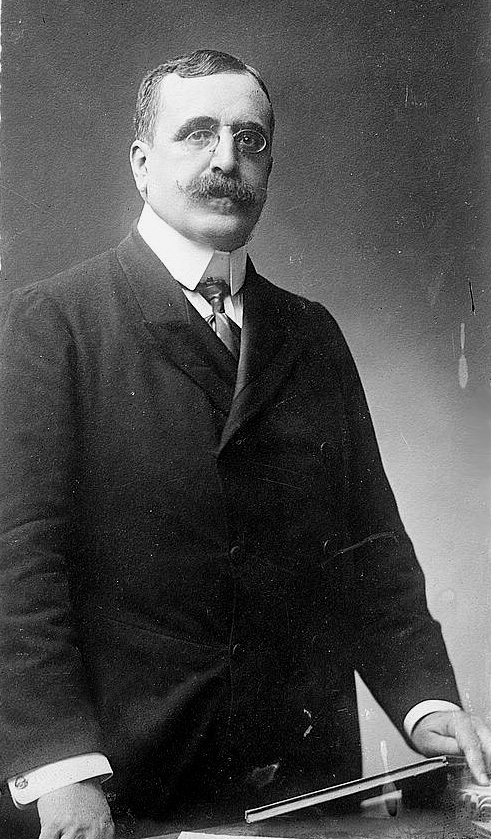
José Canalejas.

La cabeza del frente antimaurista la llevó Segismundo Moret, que obtuvo el poder el 22 de octubre, aunque el Rey, en una acción sin precedentes le negó el Decreto de Disolución de las Cortes, por lo que el gobierno estuvo en una situación provisional, hasta que José Canalejas, verdadero restaurador de la unidad del partido liberal, accedió a la presidencia del Consejo de Ministros en febrero de 1910. Ahora obtuvo la disolución, y se convocaron elecciones en mayo, con una peculiar situación de enfrentamiento de los dos partidos dinásticos, por vez primera en toda la Restauración. Los dos partidos, además, se presentaban unidos y sin fisuras, con dos líderes fuertes, Antonio Maura y José Canalejas. Sin embargo, por la aplicación del mencionado artículo 29, el 30 % de la población fue privada de voto, lo que benefició al partido en el gobierno, en este caso el liberal. El partido en el gobierno obtuvo 219 diputados, el menor número de todas las celebradas, y la oposición conservadora, 102, el mejor resultado para la oposición, no ya hasta el momento, sino incluso, nunca superado después. Además, los republicanos, con 37 escaños, obtuvieron un magnífico resultado, presentándose en esta ocasión coaligados con los socialistas que obtuvieron, por primera vez, un escaño que ocupó Pablo Iglesias.
Durante el gobierno de Canalejas, para evitar el crecimiento del clericalismo, se promulgó la ley del candado que prohibía la implantación de nuevas órdenes religiosas en España. También se intentó paliar las disfunciones del sistema parlamentario por medio de medidas para rectificar el sistema electoral, realizando para ello un proyecto de ley que pretendía reducir el peso de los distritos rurales. Desgraciadamente, estas reformas nunca se llevaron a cabo, y las contradicciones entre el sistema político-electoral y la realidad socioeconómica fueron agravándose cada vez más.
También el gobierno de Canalejas actuó con decisión en el problema de Marruecos, iniciando negociaciones con Francia para delimitar las respectivas zonas de influencia. Sin embargo, en 1912, se truncaron las obras de renovación iniciadas por Canalejas, por el atentado que acabó con su vida el 12 de noviembre de 1912.

### La crisis del sistema del turno (1914-1922)

Sistema de alianzas en Europa antes de la Primera Guerra Mundial:
Triple Entente
Triple Alianza
Países neutrales

Tras unos gobiernos de transición de Manuel García Prieto y el conde de Romanones, se encargó el gobierno al conservador Eduardo Dato, quien convocó elecciones en marzo de 1914. El artículo 29 seguía vigente, por lo que el gobierno volvió a ganar, aunque con una exigua mayoría de 188 escaños, que, por primera vez, no era tan holgada para gobernar, si bien la oposición estaba bastante fragmentada. Por ello, el gabinete datista buscó el apoyo de otras minorías conservadoras para mantenerse, de forma inestable, hasta diciembre de 1915. Tras el fracaso, se formó un gobierno liberal presidido por Romanones, que convocó elecciones para marzo de 1916, que arrojaron esta vez una clara mayoría liberal, aunque un 35 % de los diputados fueron elegidos sin votación. El sistema está en franca descomposición, el Gobierno se adjudica las mayorías, y reparte los huecos entre las minorías. Los niveles de nepotismo también son escandalosos, 54 diputados son familiares de las grandes figuras de la política, entre ellos Romanones tenía a su hijo y a su yerno. No resulta extraño que la diferencia entra la España real y la España oficial fuese cada vez más patente e insondable.

Mapa del África colonial en 1914. Tras la Conferencia de Berlín (1884-1885), Europa se repartió toda África, con la excepción de Abisinia (actual Etiopía) y Liberia. Hubo continuas tensiones entre países durante la colonización del continente, visto como muy desfavorable para Italia y Alemania y muy beneficioso para Francia y Reino Unido. Otros países como Portugal, España o Bélgica tenían unas pocas colonias. España se centró en sus territorios africanos tras la pérdida o venta de las últimas posesiones en América y en Oceanía entre 1898 y 1899.

El gobierno español decide permanecer neutral en la Primera Guerra Mundial, pero desaprovecha la oportunidad que se le brinda de colocarse en posición de privilegio dentro de una economía de guerra. Los partidos dinásticos no terminan de conectar con la sociedad civil y el PSOE, los republicanos, los nacionalistas catalanes y los nacionalistas vascos con el PNV, representan mejor las aspiraciones populares. El año 1917 es el de las revueltas: el ejército se une en torno a las Juntas de Defensa en sus enfrentamientos internos; republicanos y socialistas se alían para ofrecer una alternativa al sistema político (Asamblea de parlamentarios), al igual que los nacionalistas catalanes y vascos, y son suspendidas las garantías constitucionales; la huelga general revolucionaria de agosto de 1917 provoca graves enfrentamientos entre sindicatos y fuerzas del orden.
Agotadas las posibilidades de los liberales, Eduardo Dato reasume la Presidencia, con un clima de creciente conflictividad, debido a la injerencia del ejército, las reivindicaciones regionalistas catalanas y las contradictorias repercusiones socioeconómicas de la Gran Guerra; además, se sumó a ello la huelga general revolucionaria del verano de 1917, en un proceso que se conoce por la historiografía como crisis de 1917; lo que condujo a la dimisión del Gabinete datista. La crisis se conjuró por medio de un gobierno de amplia concentración de partidos dinásticos, entre los que se incluyó, por primera vez, a los catalanistas. El gobierno fue presidido por García Prieto, y convocó elecciones en febrero de 1918, caracterizadas por una extraña sinceridad electoral, lo que se tradujo en un resultado incierto. Los liberales fueron los ganadores, con 167 escaños, si bien las disensiones entre ellos hacían que la minoría mayoritaria fueran los conservadores oficiales. Los republicanos históricos continuaron su decadencia, si bien ello se compensó con el auge de los socialistas y los republicanos reformistas.
Esta sinceridad contribuyó a agravar la crisis del sistema, formándose un Gobierno Nacional, presidido por Maura, y con presencia de todos los jefes parlamentarios de los partidos afines a la monarquía; pero este esfuerzo duró siete meses, debido a las diferencias entre estos jefes. En junio de 1919, el nuevo gobierno conservador de Maura tuvo que convocar nuevas elecciones, con una suspensión de las garantías constitucionales. Las minorías de izquierda declararon a las nuevas Cortes facciosas. Las diferencias en el seno de las filas conservadoras llevaron a que las nuevas Cortes fueran más ingobernables, pues los conservadores ganadores estaban divididos en dos facciones de similar envergadura. Por ello, tras varios gobiernos, de nuevo fueron convocadas elecciones por Dato, en diciembre de 1920, donde el gobierno recuperó sus tradiciones poco ortodoxas, acuciado por los problemas, y tratando de buscar una mayoría sólida, cosa que logró, con 232 escaños conservadores, 185 de los cuales alineados con los datistas gubernamentales.
Los sucesivos gobiernos no consiguen apaciguar los ánimos. La Revolución rusa influye en los sindicatos, sobre todo la CNT, que hasta 1921 mantendrán revueltas en toda España, desde Andalucía a Cataluña (Trienio Bolchevique). Ese año es asesinado Eduardo Dato en otro atentado anarquista y hasta 1923 hubo trece gobiernos distintos en seis años. El Desastre de Annual en Marruecos terminará por llevar al gobierno de García Prieto en 1922 a un último intento de regeneracionismo.

### El último gobierno constitucional de la Monarquía (1922-1923)
El gobierno liberal de Manuel García Prieto, constituido el 7 de diciembre de 1922, con el apoyo de los reformistas de Melquíades Álvarez, uno de cuyos miembros, José Manuel Pedregal ocupa la cartera de Hacienda, lleva en su programa la reforma de la Constitución, incluido el artículo 11 que establece la confesionalidad del Estado (aunque sin proclamar la separación de la Iglesia y el Estado), intentando solucionar así «el problema religioso clerical» (como lo llamó un comentarista de la época).
Sin embargo, cuando convoca en abril de 1923 las elecciones (que serán las últimas de la Restauración) vuelve a recurrir al viejo sistema de «oligarquía y caciquismo» denunciado veinte años antes por Joaquín Costa, entre otros, para dotarse de una mayoría afín en las Cortes que apruebe las reformas. En el periódico La Voz, en el número del 6 de marzo de ese año se presentaba una curiosa estadística de vinculaciones familiares de los candidatos: 59 hijos, 14 yernos, 16 sobrinos y 24 con otros parentescos relacionados con los fundadores de dinastías políticas, 52 de ellos para los conservadores y 61 para los liberales; y ello sin contar los pasantes y protegidos. Además, los candidatos electos sin votación, gracias al artículo 29 batieron el récord con 146 escaños. Los liberales, en coalición con los reformistas consiguieron 223 escaños, mientras que los conservadores lograron 108, de ellos, 81 para los oficialistas de Sánchez Guerra, 16 para los ciervistas y 11 para los mauristas. Las críticas del diario ABC a estas últimas elecciones son un claro exponente del cansancio al que había llegado la opinión pública por las reiteradas manipulaciones de la voluntad popular:

Las elecciones han sido convenidas; casi todos los candidatos de oposición, oficiales y protegidos o consentidos. Se repiten las convocatorias de año en año, o a los dos años las más distantes y, sin embargo, cualquier Gobierno, como se llame o como se pinte, dispone siempre de la mayoría, tan grande como quiera, y aún sin romper la tradición de los convenios. La ficción electoral no tiene pretensiones de finura.

A pesar de contar con una mayoría holgada en las Cortes, los proyectos renovadores de García Prieto se vieron obstaculizados por la propia Corona, por el Ejército y por la Iglesia católica. Por ejemplo, bastó la protesta de un cardenal y del nuncio para que la propuesta de cambio del artículo 11 fuera retirada. Finalmente la instauración de la dictadura de Primo de Rivera el 13 de septiembre de 1923, con la aprobación del rey Alfonso XIII, puso fin a cualquier nueva iniciativa reformista.

## La dictadura de Primo de Rivera (1923-1930)

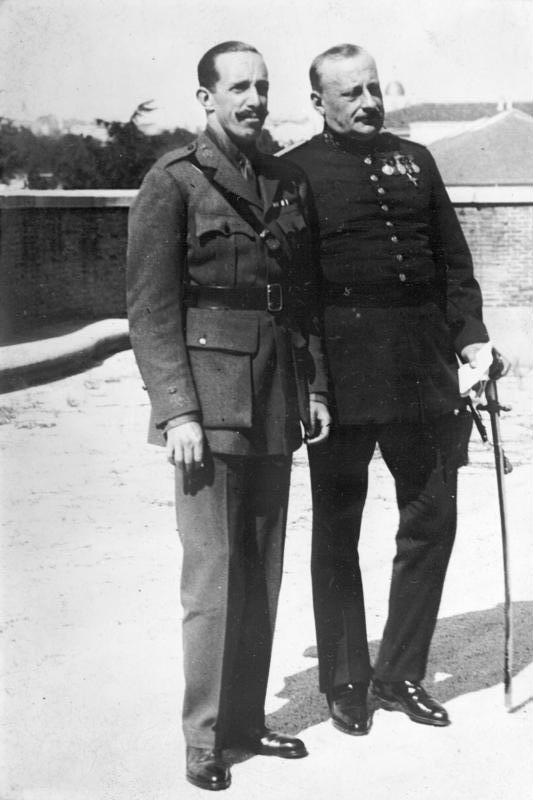
El rey Alfonso XIII junto al general Miguel Primo de Rivera (derecha) después de su nombramiento como Jefe del Gobierno y Presidente del Directorio militar.

Con el apoyo del ejército, de la burguesía y del rey Alfonso XIII de Borbón, la dictadura de Primo de Rivera solo fue contestada por los sindicatos obreros y los republicanos, cuyas protestas fueron inmediatamente acalladas con la censura y la represión. Se creó un Directorio Militar con nueve generales y un almirante, cuya finalidad en sus propias palabras era «poner España en orden» para devolverla después a manos civiles. Se suspendió la Constitución, se disolvieron los ayuntamientos, se prohibieron los partidos políticos y se restableció el somatén como milicia urbana.
Los sistemas democráticos se tambalean también en Europa. El fascismo se implanta en Italia en 1925, se funda en Alemania el Partido nazi, Rusia queda sometida a la dictadura de Stalin y los regímenes totalitarios alcanzan a Portugal y Polonia.
Consciente de la importancia de mantener al ejército satisfecho, la campaña militar en Marruecos le dio el triunfo en la guerra del Rif con el desembarco de Alhucemas y la rendición de Abd el-Krim en 1926. También contribuyó en gran medida la colaboración entre los ejércitos español y francés. Se reprimió el sindicalismo de la CNT y el Partido Comunista de España recién creado y la dictadura toleró a UGT y al PSOE, organizaciones que aportaron algunos colaboradores en materia laboral como Francisco Largo Caballero, consejero de estado, con lo cual el régimen pretendía obtener legitimación ante los dirigentes obreros. La burguesía catalana también comenzó prestándole su apoyo. La legislación social limitó el trabajo de la mujer, construyó viviendas obreras e instituyó un modelo de formación profesional. Inició igualmente una política de amplias inversiones públicas para mejorar las comunicaciones (carreteras y ferrocarril), regadíos y energía hidráulica.
Estos primeros éxitos le granjearon gran popularidad. Creó la organización Unión Patriótica como aglutinador de todas las aspiraciones políticas, así como la Organización Corporativa Nacional como sindicato vertical al modelo de la Italia fascista, sustituyendo en 1925 el Directorio Militar por uno civil.
Sin embargo, los primeros apoyos se fueron volviendo en contra. La burguesía catalana vio frustrados sus intentos descentralizadores, con una política aún más centralista que, en materia económica, llegó a favorecer los oligopolios. Las condiciones de trabajo seguían siendo pésimas y la represión sobre los obreros fue distanciando a la UGT y el PSOE del proyecto del dictador. La economía se mostró incapaz de asumir la crisis mundial de 1929. En enero de 1930, Primo de Rivera dimite.

### La «dictablanda» (1930-1931)
La monarquía, cómplice de la dictadura, será el objeto en cuestión a partir de la unión de toda la oposición en agosto de 1930 en el llamado Pacto de San Sebastián. Los gobiernos de Dámaso Berenguer llamado la dictablanda, y de Juan Bautista Aznar-Cabañas no harán otra cosa que alargar la decadencia. Tras las elecciones municipales de 1931, el 14 de abril se proclama la Segunda República, dando así fin a la Restauración borbónica.

## La educación en la Restauración
A principios del siglo xx, España poseía a varios de los mejores intelectuales de Europa y, también, la tasa más alta de analfabetismo. Se crearon nuevos organismos a partir de la ILE. Los hechos que mejor reflejan esta forma de pensar fueron:
- 1882: se creó el Museo de Institución Primaria, denominado más adelante como Museo Pedagógico Nacional. Además de ser un museo, era un centro de formación de maestros con un área de conferencias y cursos.
- 1898: se reformó de la Escuela Normal debido a la necesidad de una formación más profunda. Uno de los mayores cambios fue la implantación del mismo plan de estudios para los maestros y maestras. Se incluían nuevas asignaturas como Pedagogía.
- 1900: creación del Ministerio de Instrucción Pública y Bellas Artes
- 1901: ampliación de la escolaridad obligatoria hasta los 12 años, medida adoptada por un gobierno conservador.
- 1902: incorporación del pago de los maestros a la Administración del Estado, eliminando así el viejo problema que la Ley Moyano (1857) había creado trasladando esa obligación a los municipios.
- 1907: se creó la Junta de Ampliación de Estudios e Investigaciones Científicas (JAE), como apuesta de los liberales para la mejora de la educación en España. El encargado de la JAE era José Castillejo. Esta Junta creó diversos centros, institutos y laboratorios entre los que destacan en 1910 la Residencia de Estudiantes y en 1918 el Instituto-Escuela.
- 1909: se creó la Escuela Superior de Magisterio, denominada en 1911 como Escuela de Estudios Superiores de Magisterio, como centro para poder continuar con la formación de los profesores que quisieran ocupar cargos de mayor responsabilidad como era el director/a.
- 1911: se creó la Dirección General de Primera Enseñanza, que fue confiada por el gobierno liberal a Rafael Altamira, un regeneracionista vinculado a la ILE. Esto nacía para la racionalización y modernización de la escuela primaria, sector educativo en los programas culturales y sociales del regeneracionismo de la época.[40]

## Una cultura comprometida
La generación del 98, término popularizado por Azorín, representa mejor que ningún otro movimiento la ruptura de la élite intelectual con el sistema político. Defraudados con la monarquía, no tardan en defender un nuevo modelo, desde las letras con hombres como Joaquín Costa, Miguel de Unamuno (que deberá exiliarse en Fuerteventura) o Vicente Blasco Ibáñez cuya pluma será implacable contra Alfonso XIII. Desde la filosofía, el más fiel representante será José Ortega y Gasset.
La revista España, que fundara Ortega y dirigieran también Araquistain y Azaña, se cierra, Ramón María del Valle-Inclán es sancionado y las universidades sufren constantes cierres.
Picasso desarrolla una brillante obra en París, dándole al cubismo pleno sentido y creando una de sus obras cumbre: Las señoritas de Aviñón.